# Batara cinerea
Batara cinerea là một loài chim trong họ Thamnophilidae.